# Eupithecia comes
Eupithecia comes es una especie de polilla de la familia Geometridae. La especie fue descrita por primera vez por Claude Herbulot habiendo sido descrita en 1986, con distribución en Guadalupe y en Isla de San Cristóbal (San Cristóbal y Nieves). El holotipo de la especie fue descrita en los alrededores de los manantiales Bains Jaunes, a poca distancia de Saint-Claude.